# EuroHockey Club Champions Cup 2004 (Herren, Feld)
Die 31. Austragung des EuroHockey Club Champions Cup (Herren, Feld) fand vom 28. bis zum 31. Mai 2004 in der spanischen Stadt Barcelona statt.
Insgesamt gab es mit Real Club de Polo, Reading und WKS Grunwald drei Teams, die bereits 2003 teilnahmen. Der gastgebende Real Club de Polo sicherte sich erstmals den Titel durch ein 1:0 im Finale gegen den Club an der Alster aus Hamburg.

## EuroHockey Club Champions Cup
Gruppe A
Freitag, 28. Mai 2004
- 14:30 A: Reading HC  – Wiener AC  1:1
- 16:30 A: WKS Grunwald Posen  – Club an der Alster  0:6

Samstag, 29. Mai 2004
- 14:30 A: Reading HC  – Club an der Alster  1:1
- 17:00 A: WKS Grunwald Posen  – Wiener AC  2:2

Sonntag, 30. Mai 2004
- 14:30 A: Club an der Alster  – Wiener AC  6:1
- 17:00 A: Reading HC  – WKS Grunwald Posen  7:3

| .   |                    |      |        |
| Pos | Verein             | Tore | Punkte |
| 1.  | Club an der Alster | 13:2 | 7      |
| 2.  | Reading HC         | 9:5  | 5      |
| 3.  | Wiener AC          | 4:9  | 2      |
| 4.  | WKS Grunwald Posen | 5:15 | 1      |

Gruppe B
Freitag, 28. Mai 2004
- 10:30 A Amsterdamsche Hockey & Bandy Club  – KHC Dragons  5:2
- 12:30 A Real Club de Polo  – HC Rotweiss Wettingen  8:0

Samstag, 29. Mai 2004
- 09:30 A: Amsterdamsche Hockey & Bandy Club  – HC Rotweiss Wettingen  9:1
- 12:30 A: Real Club de Polo  – KHC Dragons  3:1

Sonntag, 30. Mai 2004
- 10:30 A: KHC Dragons  – HC Rotweiss Wettingen  2:4
- 12:30 A: Real Club de Polo  – Amsterdamsche Hockey & Bandy Club  3:0

| .   |                       |      |        |
| Pos | Verein                | Tore | Punkte |
| 1.  | Real Club de Polo     | 14:1 | 9      |
| 2.  | Amsterdamer H&BC      | 14:6 | 6      |
| 3.  | HC Rotweiss Wettingen | 5:19 | 3      |
| 4.  | KHC Dragons           | 5:12 | 0      |

Platzierungsspiele
Montag, 31. Mai 2004
- 10:30 Abstiegsspiel 4.A – 3.B: WKS Grunwald Posen  – HC Rotweiss Wettingen  2:3
- 15:30 Abstiegsspiel 3.A – 4.B: Wiener AC  – KHC Dragons  2:4
- 11:30 Spiel um Platz 3: Reading HC  – Amsterdamer H&BC  1:1 3:4 n.7-m.
- 16:30 Finale: Club an der Alster  – Real Club de Polo  0:1

Endstand
- 1. Real Club de Polo  Euro Hockey Club Champions Cup 2004
- 2. Club an der Alster
- 3. Amsterdamer H&BC
- 4. Reading HC
- 5. HC Rotweiss Wettingen
- 5. KHC Dragons
- 7. Wiener AC  (Abstieg für Österreich zur EuroHockey Club Champions Trophy 2005)
- 7. WKS Grunwald Posen  (Abstieg für Polen zur EuroHockey Club Champions Trophy 2005)

## EuroHockey Club Champions Trophy
Die EuroHockey Club Champions Trophy fand vom 27. – 30. Mai 2004 in Prag in der Tschechischen Republik statt. Sie bildete den ersten Unterbau zum EuroHockey Club Champions Cup. Die Clubs spielten neben dem Titel auch um Auf- und Abstieg ihrer nationalen Verbände für die folgende Europapokalsaison.
Gruppe A
Donnerstag, 27. Mai 2004
- 10:00 h: Lille MHC  – Whitchurch Hockey Club  3:3
- 12:00 h: Dinamo Ekaterinburg  – Western Wildcats HC  1:6

Freitag, 28. Mai 2004
- 10:00 h: Lille MHC  – Western Wildcats HC  0:2
- 12:00 h: Dinamo Ekaterinburg  – Whitchurch Hockey Club  2:2

Samstag, 29. Mai 2004
- 10:00 h: Western Wildcats HC  – Whitchurch Hockey Club  3:1
- 12:00 h: Lille MHC  – Dinamo Ekaterinburg  5:2

| .   |                        |      |        |
| Pos | Verein                 | Tore | Punkte |
| 1.  | Western Wildcats HC    | 11:2 | 9      |
| 2.  | Lille MHC              | 8:7  | 4      |
| 3.  | Whitchurch Hockey Club | 6:8  | 2      |
| 4.  | Dinamo Ekaterinburg    | 5:13 | 1      |

Gruppe B
Donnerstag, 27. Mai 2004
- 14:00 h: Cork Church of Ireland HC  – Kolos Vinnitsa  2:3
- 16:00 h: SG Amsicora  – Slavia Prag  2:8

Freitag, 28. Mai 2004
- 14:00 h: SG Amsicora  – Kolos Vinnitsa  1:2
- 16:00 h: Cork Church of Ireland HC  – Slavia Prag  1:3

Samstag, 29. Mai 2004
- 14:00 h: Cork Church of Ireland HC  – SG Amsicora  2:0
- 16:00 h: Slavia Prag  – Kolos Vinnitsa  4:0

| .   |                           |      |        |
| Pos | Verein                    | Tore | Punkte |
| 1.  | Slavia Prag               | 15:3 | 9      |
| 2.  | Kolos Vinnitsa            | 5:7  | 6      |
| 3.  | Cork Church of Ireland HC | 5:6  | 3      |
| 4.  | SG Amsicora               | 3:12 | 0      |

Platzierungsspiele
Sonntag, 30. Mai 2004
- 08:00 Abstiegsspiel 4.A – 3.B: Dinamo Ekaterinburg  – Cork Church of Ireland HC  3:0
- 10:30 Abstiegsspiel 3.A – 4.B: Whitchurch Hockey Club  – SG Amsicora  5:4
- 13:00 Aufstiegsspiel 2.A – 1.B: Lille MHC  – Slavia Prag  2:6
- 15:30 Aufstiegsspiel 1.A – 2.B: Western Wildcats HC  – Kolos Vinnitsa  4:1

Endstand
- 1. Western Wildcats HC  (Aufstieg für Schottland zum Euro Hockey Club Champions Cup 2005)
- 1. Slavia Prag  (Aufstieg für Tschechien zum Euro Hockey Club Champions Cup 2005)
- 3. Kolos Vinnitsa
- 3. Lille MHC
- 5. Whitchurch Hockey Club
- 5. Dinamo Ekaterinburg
- 7. Cork Church of Ireland HC  (Abstieg für Irland zur EuroHockey Club Champions Challenge 2005)
- 7. SG Amsicora  (Abstieg für Italien zur EuroHockey Club Champions Challenge 2005)

## EuroHockey Club Champions Challenge
Die EuroHockey Club Champions Challenge fand vom 27. – 30. Mai 2004 in Brest in Belarus statt. Sie bildete den zweiten Unterbau zum EuroHockey Club Champions Cup. Die Clubs spielten neben dem Titel auch um Auf- und Abstieg ihrer nationalen Verbände für die folgende Europapokalsaison.
Gruppe A
Donnerstag, 27. Mai 2004
- 15:00 h: Ramaldense HC  – Rosco HC  1:3
- 17:00 h: SC Stroitel Brest  – Lek Lipovci  8:0

Freitag, 28. Mai 2004
- 15:00 h: Ramaldense HC  – Lek Lipovci  2:2
- 17:00 h: SC Stroitel Brest  – Rosco HC  7:1

Samstag, 29. Mai 2004
- 14:00 h: Rosco HC  – Lek Lipovci  2:3
- 16:00 h: SC Stroitel Brest  – Ramaldense HC  6:1

| .    |                   |      |        |
| Pos. | Verein            | Tore | Punkte |
| 1.   | SC Stroitel Brest | 21:2 | 9      |
| 2.   | Lek Lipovci       | 5:12 | 4      |
| 3.   | Rosco HC          | 6:11 | 3      |
| 4.   | Ramaldense HC     | 4:11 | 1      |

Gruppe B
Donnerstag, 27. Mai 2004
- 11:00 h: Kopenhagen HC  – Ardas-Rudamina  13:0
- 13:00 h: Grammarians HC  – HAHK Mladost  1:3

Freitag, 28. Mai 2004
- 11:00 h: Kopenhagen HC  – HAHK Mladost  1:1
- 13:00 h: Grammarians HC  – Ardas-Rudamina  9:0

Samstag, 29. Mai 2004
- 10:00 h: HAHK Mladost  – Ardas-Rudamina  12:0
- 12:00 h: Kopenhagen HC  – Grammarians HC  0:5

| .    |                |      |        |
| Pos. | Verein         | Tore | Punkte |
| 1.   | HAHK Mladost   | 16:2 | 7      |
| 2.   | Grammarians HC | 15:3 | 6      |
| 3.   | Kopenhagen HC  | 14:6 | 4      |
| 4.   | Ardas-Rudamina | 0:34 | 0      |

Platzierungsspiele
Sonntag, 30. Mai 2004
- 08:00 Abstiegsspiel 4.A – 3.B: Ramaldense HC  – Kopenhagen HC  3:0
- 10:30 Abstiegsspiel 3.A – 4.B: Rosco HC  – Ardas-Rudamina  16:0
- 13:00 Aufstiegsspiel 2.A – 1.B: Lek Lipovci  – HAHK Mladost  2:2 4:2n.7-m.
- 15:30 Aufstiegsspiel 1.A – 2.B: SC Stroitel Brest  – Grammarians HC  4:1

Endstand
- 1. SC Stroitel Brest  (Aufstieg für Belarus zur Euro Hockey Club Champions Trophy 2005)
- 1. Lek Lipovci  (Aufstieg für Slowenien zur Euro Hockey Club Champions Trophy 2005)
- 3. HAHK Mladost
- 3. Grammarians HC
- 5. Rosco HC
- 5. Ramaldense HC
- 7. Kopenhagen HC
- 7. Ardas-Rudamina  (Abstieg für Litauern zur EuroHockey Club Champions Challenge II 2005)

## EuroHockey Club Champions Challenge II
Die EuroHockey Club Champions Challenge II fand vom 27. – 30. Mai 2004 auf Malta statt. Sie bildete den dritten Unterbau zum EuroHockey Club Champions Cup. Die Clubs spielten neben dem Titel auch um den Aufstieg ihrer nationalen Verbände für die folgende Europapokalsaison.
Donnerstag, 27. Mai 2004
- 15:00 h: Aker HC  – Kegorien Belediye  3:0
- 17:30 h: Rabat Depiro  – HT 85  0:2

Freitag, 28. Mai 2004
- 15:00 h: Kegorien Belediye  – Young Stars  1:4
- 17:30 h: Aker HC  – HT 85  1:1

Samstag, 29. Mai 2004
- 10:00 h: Young Stars  – Rabat Depiro  0:3
- 15:00 h: HT 85  – Kegorien Belediye  9:0
- 17:30 h: Aker HC  – Young Stars  0:2

Sonntag, 30. Mai 2004
- 10:00 h: Rabat Depiro  – Aker HC  4:1
- 15:00 h: Young Stars  – HT 85  1:2
- 17:30 h: Kegorien Belediye  – Rabat Depiro  1:5

| .    |                   |      |        |
| Pos. | Verein            | Tore | Punkte |
| 1.   | HT 85             | 14:2 | 10     |
| 2.   | Rabat Depiro      | 12:4 | 9      |
| 3.   | Young Stars       | 7:6  | 6      |
| 4.   | Aker HC           | 5:7  | 4      |
| 5.   | Kegorien Belediye | 2:21 | 0      |

Aufstieg für Finnland zur Euro Hockey Club Champions Challenge 2005

## Quelle
Deutsche Hockey Zeitung Juni 2004